# Orestida
Orestida (Grieks: Ορεστίδα) is sedert 2011 een fusiegemeente (dimos) in de Griekse bestuurlijke regio (periferia) West-Macedonië. Niet te verwarren met de gemeente Orestiada in Oost-Macedonië en Thracië.
De twee deelgemeenten (dimotiki enotita) van de fusiegemeente zijn:
- Argos Orestiko (Άργος Ορεστικό)
- Ion Dragoumis (Ίων Δραγούμης)